# Roccia metamorfica

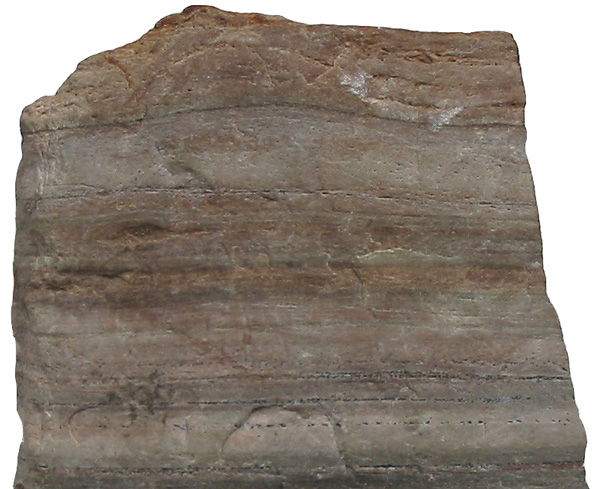
Quarzite, un tipo di roccia metamorfica

Le  rocce metamorfiche si formano, all'interno della crosta terrestre, da una serie di trasformazioni mineralogiche e strutturali che interessano rocce di vario tipo, in risposta a un ambiente fisico (pressione litostatica, temperatura, presenza/assenza e composizione dei fluidi) mutato rispetto a quello in cui le rocce si sono originate. Queste trasformazioni avvengono allo stato solido, cioè senza fusione della roccia, e il vasto campo di pressioni (P) e temperature (T) in cui avvengono è il campo del metamorfismo. 
La profondità alla quale le trasformazioni avvengono va da qualche km sotto la superficie fino all'astenosfera. Le profondità minori riguardano parte delle rocce sottoposte a metamorfismo di contatto, metamorfismo di fondo oceanico e metamorfismo di seppellimento. Le profondità massime vengono raggiunte dalle rocce sottoposte a subduzione. A profondità comprese tra circa 10 km e 30-40 km, infine, si collocano le rocce prodotte dal metamorfismo regionale nelle aree di collisione tra placche litosferiche. Si calcola che le rocce metamorfiche costituiscano circa il 27% del volume totale della crosta terrestre.

## Le trasformazioni che originano le rocce metamorfiche
A livello mineralogico il metamorfismo produce nelle rocce la ricristallizzazione in nuove forme e con nuovi orientamenti dei minerali esistenti e/o la formazione di minerali di nuove specie, in parte esclusive delle rocce metamorfiche. A questi cambiamenti di forma e di specie dei cristalli si dà il nome di blastesi.
A livello strutturale produce cambiamenti più o meno intensi nel "fabric" della roccia, con o senza riorientamento dei cristalli. Nel primo caso il fabric prodotto è isotropo (i cristalli sono orientati in modo casuale) nel secondo il fabric è anisotropo (i cristalli sono orientati lungo particolari linee o superfici chiamate rispettivamente lineazioni e foliazioni). Il fabric isotropo è tipico delle rocce metamorfiche sottoposte alla sola pressione litostatica dovuta alla profondità, mentre quello anisotropo è dovuto a una pressione aggiuntiva: la pressione orientata (o stress), dovuta a forze compressive o a sforzi di taglio lungo piani di movimento generati da spinte tettoniche.

## Dal protolito alla roccia metamorfica
La composizione mineralogica delle rocce metamorfiche non dipende solo dalle variazioni di pressione temperatura e dall'azione dei fluidi. Il metamorfismo è un processo isochimico, vale a dire che si possono generare nuovi minerali nella roccia ma non cambia, se non in modo marginale, il chimismo complessivo, ossia la composizione chimica della roccia di partenza, detta protolito, viene conservata. Come ad ogni protolito corrispondono diverse paragenesi o associazioni di minerali metamorfici nelle diverse condizioni di P-T, così nelle stesse condizioni di P-T ogni protolito darà origine a paragenesi diverse, proprie della sua composizione chimica. 
Quindi si può risalire al protolito della roccia metamorfica sia dall'analisi delle sue paragenesi che dalla sua analisi chimica. Un'altra possibilità di riconoscimento è che la roccia metamorfica conservi parte del fabric e/o della mineralogia originarie del protolito, cosa che avviene spesso alle più basse temperature del metamorfismo. In questo caso alla roccia metamorfica si dà il nome del protolito preceduto dal prefisso meta- (ad es. metabasalto, metaconglomerato ecc.).
Il protolito può essere una roccia qualunque: ignea - intrusiva o effusiva - sedimentaria o già metamorfica per un precedente metamorfismo. L'aggiunta di calore nel processo metamorfico comporta tipicamente il rilascio di volatili (H2O, CO2 ecc.), che sono immagazzinati nei silicati idrati (per es. minerali delle argille, miche, anfiboli), carbonati e altri minerali contenenti componenti volatili. Quindi molte rocce metamorfiche sono tipicamente impoverite in volatili rispetto al loro protoliti.

## Principali tipi di protoliti e loro trasformazioni metamorfiche
Tenendo presente che le rocce hanno uno spettro composizionale continuo e quindi ogni distinzione in classi è un artificio per semplificarne la trattazione, si possono distinguere in base alla composizione chimica 7 tipologie di base di protoliti, ciascuna con i propri minerali e le proprie paragenesi metamorfiche:

### Rocce ultramafiche
Sono le rocce ignee a più alto contenuto di minerali ferro-magnesiaci (peridotiti, pirosseniti ecc.), composte da pirosseno e olivina e senza o con pochi feldspati. Alle più alte temperature metamorfiche danno origine a rocce composte dagli stessi minerali più eventuale spinello e Mg-Fe-granati, mentre a temperature inferiori contengono combinazioni di serpentino, talco, brucite, clorite, tremolite, magnetite e, dove la fugacità di CO2 è adeguata per la stabilizzazione, anche a dolomite o magnesite.

### Rocce mafiche
Sono essenzialmente le rocce ignee basiche (gabbri-basalti) ma anche, in alcuni casi, dolomie argillose e marne. Nelle corrispondenti rocce metamorfiche sono abbondanti i silicati ricchi in Mg-Fe-Ca, come actinolite, orneblenda, pirosseno, granato, epidoto, plagioclasio, clorite e pumpellyite. Gli equivalenti metamorfici di questi protoliti sono spesso chiamati in letteratura con il nome comprensivo di metabasiti.

### Rocce quarzo-feldspatiche o felsiche
Sono sia le rocce magmatiche felsiche (granitoidi in senso esteso ed equivalenti effusivi) che le arenarie litiche e feldspatiche. Oltre al quarzo e ai feldspati, le corrispondenti rocce metamorfiche contengono minori quantità di biotite, clorite, anfibolo, pumpellyite, stilpnomelano e ossidi di ferro-titanio. Occorre precisare che, senza la presenza di fabric relitti o l'osservazione di strutture critiche sul campo, è impossibile discriminare il protolito di origine tra le diverse rocce intrusive ed effusive, i tufi, le ossidiane e i differenti tipi di arenaria.

### Rocce pelitiche
Sono le rocce sedimentarie ricche di argilla, come le argilliti e le siltiti. Le corrispondenti rocce metamorfiche (metapeliti) sono caratterizzate da silicati ricchi di alluminio, come i polimorfi di Al2SiO5 (andalusite, sillimanite, cianite), cordierite, granato almandino e staurolite. Il quarzo è quasi sempre presente con abbondanti miche - sia biotite che miche chiare - che sono assenti solo alle più alte temperature, dove sono sostituite da combinazioni di alcali feldspato, polimorfi di Al2SiO5, ossidi di ferro-titanio e pirosseni. In alcune metapeliti è presente anche la grafite.

### Rocce calcaree
Sono i calcari e le dolomie più o meno puri. In assenza di quarzo e altri silicati calcite e dolomite sono stabili in un ampio spettro di P-T, subendo solo una ricristallizzazione, ma all'aumentare dei silicati si passa alla categoria successiva.

### Rocce a silicati di calcio
Sono rocce carbonatiche impure per la presenza di argilla e/o quarzo o rocce carbonatiche metasomatizzate in un'aureola di contatto (skarn). Le corrispondenti rocce metamorfiche contengono carbonati di Ca, Mg, Fe e localmente Mn più numerosi silicati ricchi in calcio come il granato grossularia-andradite, la vesuvianite, i minerali del gruppo dell'epidoto, le soluzioni solide diopside-hedembergite, la wollastonite e la tremolite.

### Rocce ferruginose
Comprendono le rocce precambriane delle cosiddette banded iron formations e le selci marine. Le selci metamorfosate sono composte da quarzo e quantità accessorie di silicati di Fe-Mn, come il granato spessartite, l'epidoto piemontite e il pirosseno riebeckite.

## Le strutture delle rocce metamorfiche
Oltre che da specifiche paragenesi o associazioni di minerali, le rocce metamorfiche sono caratterizzate anche da specifiche strutture, utilizzate come criterio per la loro classificazione. Per "struttura" si intende la disposizione di parti di una massa rocciosa irrispettiva della scala di osservazione, incluse le interrelazioni tra le parti, la loro forma e le caratteristiche interne. I prefissi micro-, meso- e mega- sono utilizzati per definire rispettivamente la scala microscopica, la scala del campione a mano e dell'affioramento roccioso e la scala più ampia di un corpo roccioso. È in parte sinonimo di fabric, termine specifico per indicare il tipo e il grado di orientazione preferenziale di granuli minerali o gruppi di granuli nella roccia.

Le strutture delle rocce metamorfiche forniscono informazioni essenziali sul tipo di ambiente tettonico nelle quali si sono formate e sulla natura del metamorfismo.

La definizione dei termini in questo paragrafo segue le raccomandazioni della Sottocommissione sulla Sistematica delle Rocce Metamorfiche (SSMR) dello IUGS (International Union of Geological Sciences).
- Layering: viene di solito usato nella lingua inglese (si potrebbe tradurre con bandaggio, listatura o struttura a bande, strati, lamine). È una sequenza di domìni rocciosi tabulari subparalleli, diversi per composizione, normalmente di spessore da millimetrico a centimetrico.

- Foliazione: qualunque aspetto strutturale planare penetrativo o che si presenta ripetitivamente in un corpo roccioso: layering fine, orientazione preferenziale di minerali inequanti (lamellari, tabulari, prismatici, appiattiti per deformazione e ricristallizzazione) o di aggregati lenticolari di granuli minerali ecc. La roccia può presentare più foliazioni e queste possono essere piegate o deformate.

- Scistosità: è un tipo di foliazione prodotto dalla deformazione e/o ricristallizzazione della roccia risultante in un'orientazione preferenziale dei granuli minerali inequanti, specialmente di quelli lamellari (miche, cloriti ecc.), sconfina nello slaty cleavage quando la roccia è ricca di fillosilicati e i granuli sono così piccoli da non potersi distinguere ad occhio nudo.

- Clivaggio: un tipo di foliazione consistente in una sequenza regolare di superfici parallele o subparallele strettamente spaziate prodotte da deformazione e lungo le quali la roccia si divide preferenzialmente. Esistono diversi tipi di clivaggio:
  - Slaty cleavage: una foliazione sviluppatasi indipendentemente dalla stratificazione del protolito e costituita da una disposizione strettamente parallela di fogli di fillosilicati a grana finissima;
  - Fracture cleavage: un clivaggio definito da una regolare sequenza strettamente spaziata di fratture;
  - Crenulation cleavage: un clivaggio collegato a un micropiegamento (crenulazione) di una preesistente foliazione.

- Struttura gneissica: un tipo di foliazione a scala del campione a mano prodotta da deformazione e ricristallizzazione e definita da: (1) layering irregolare o poco definito; (2) aggregati lenticolari o a forma d'occhio di granuli minerali (tessitura occhiadina, tessitura flaser); (3) minerali inequanti presenti in scarsa quantità e che comunque definiscono una scistosità poco svviluppata.
- Lineazione: qualunque struttura lineare ricorrente ripetitivamente o in modo penetrativo in una roccia. Possono essere presenti più di un tipo di lineazione e queste possono essere piegate o distorte.

- Giunto: una singola frattura in una roccia con o senza piccole quantità (< 1 cm) di dilatazione o spostamento di taglio.
- Differenziazione metamorfica: ridistribuzione di granuli minerali e/o componenti chimici in una roccia come risultato di processi metamorfici; ne aumentano l'anisotropia senza cambiare la composizione chimica complessiva.

## Tessiture (o microstrutture) delle rocce metamorfiche
Sono le strutture visibili in sezione sottile o con l'ausilio di una lente d'ingrandimento, ossia la forma dei cristalli, le relazioni intercorrenti tra essi e con le deformazioni subite dalla roccia. I termini usati per la loro descrizione finiscono spesso con il suffisso -blastica (dal greco blastós = germe), che sta indicare che derivano da ricristallizzazione metamorfica della roccia. Una roccia può avere più di una delle seguenti tessiture:
- Cristalloblastica: è il termine generico per qualunque tessitura dovuta a ricristallizzazione metamorfica.
- Granoblastica: si dice di roccia o parte di roccia composta prevalentemente da minerali granulari equanti o subequanti (quarzo, feldspati ecc.);
- Lepidoblastica: si dice di roccia o parte di roccia composta prevalentemente da minerali lamellari come i fillosilicati (miche, cloriti ecc.);
- Nematoblastica: si dice di roccia o parte di roccia composta prevalentemente da minerali prismatici allungati o aciculari (anfiboli, pirosseni, sillimanite ecc.)
- Porfiroblastica: tessitura in cui grossi cristalli (porfiroblasti), da euedrali a subedrali, sono circondati da una matrice di cristalli più piccoli;
- Porfiroclastica: tessitura caratterizzata da grandi cristalli ovoidali, detti porfiroclasti, sopravvissuti allo stress di una forte pressione orientata (Sinonimo : flaser) o relitti di un protolito igneo a tessitura porfirica e immersi in una più fine matrice foliata;
- Pecilblastica: tessitura dei porfiroblasti (detti peciloblasti) che contengono al loro interno numerosi minuti cristalli di altri minerali , orientati a caso o seguendo una foliazione o lineazione preesistenti sulle quali è cresciuto il porfiroblasto.

Relativamente ai rapporti temporali con le deformazioni, i cristalli sono definiti pre-cinematici, sin-cinematici e post-cinematici se cresciuti rispettivamente prima, durante o dopo una fase deformativa, rappresentata nella roccia da una foliazione o una lineazione.

## Classificazione delle rocce metamorfiche
A differenza della nomenclatura delle rocce ignee, infarcita di molti nomi complicati e non descrittivi delle caratteristiche della roccia, quella delle rocce metamorfiche è costituita da pochi nomi chiari e spesso autoesplicativi. Non esiste un criterio unico per la descrizione delle rocce metamorfiche: sul finire degli anni '70 del secolo scorso, per allineare i criteri classificativi a quelli delle rocce ignee, fu elaborata una proposta di classificazione basata puramente sulle percentuali modali dei minerali essenziali, con le rocce divise in epizonali, mesozonali e catazonali (Winkler, 1979). Non incontrò però il favore della comunità scientifica.
Oggi per dare un nome a una roccia metamorfica ci si basa su un misto tra percentuali modali dei minerali e strutture mesoscopiche. Un altro importante criterio è la composizione e natura del protolito. Esiste infine una serie di nomi speciali di largo e storico uso, accettati anche dall'IUGS. Alcuni nomi sono indicativi anche della facies metamorfica a cui la roccia appartiene (ad es. anfibolite, eclogite, granulite).
I nomi delle rocce metamorfiche sono formati da un nome radice accompagnato o meno da una serie di prefissi qualificatori della struttura e/o della composizione mineralogica. In Italiano, però, visto che l'aggettivo qualificatore si pone di solito dopo il nome, i qualificatori, a seconda dei casi, sono usati sia come prefissi che come suffissi (ad es. augen gneiss diventa gneiss occhiadino, banded epidote-bearing garnet–amphibolite diventa anfibolite granatifera listata a epidoto ma in talcoscisto, cloritoscisto e ortogneiss, ad esempio, il qualificatore resta come prefisso). I qualificatori sono opzionali, per dare informazioni aggiuntive: la roccia può essere definita anche dal solo nome radice.

### Nomi riferiti alle mesostrutture
Il tipo di struttura della roccia è la fonte primaria dei nomi delle rocce metamorfiche. In relazione alla foliazione, ad esempio, le rocce sono inquadrate come nella tabella 1. I seguenti sono i principali nomi radice basati sulla mesostruttura della roccia (per ulteriori dettagli cliccare sui nomi delle rocce):
| Nettamente foliate | Debolmente foliate | Non foliate  |
| ------------------ | ------------------ | ------------ |
| Argilloscisto      | Gneiss             | Pietra verde |
| Fillade            | Migmatite          | Anfibolite   |
| Scisto             | Milonite           | Eclogite     |
|                    |                    | Granofels    |
|                    |                    | Charnockite  |
|                    |                    | Quarzite     |
|                    |                    | Marmo        |
|                    |                    | Cornubianite |
|                    |                    | Serpentinite |

- Gneiss: una roccia metamorfica con struttura gneissica (vedi sopra). Il termine viene quasi esclusivamente usato per rocce contenenti abbondanti feldspati ± quarzo e, in particolare i casi, anche per rocce senza foliazione ma che presentano una lineazione mineralogica.
- Scisto:  una roccia metamorfica che sul campione a mano mostra una ben sviluppata pervasiva scistosità, definita dall'orientazione preferenziale di abbondanti minerali inequanti. Per le rocce a fillosilicati il termine scisto è generalmente riservato a varietà a grana media o grossolana, mentre le rocce a grana più fine si definiscono argilloscisti o filladi. Può essere usato anche per rocce che presentano uno spiccato fabric lineare (es: scisto attinolitico a epidoto).
- Fillade: una roccia a grana fine di basso grado metamorfico che mostra una scistosità penetrativa perfetta, risultante dalla disposizione parallela dei fillosilicati. Le superfici della foliazione comunemente hanno un aspetto lucente, argenteo o sericeo.
- Argilloscisto (ardesia o slate): una roccia a grana finissima di basso grado metamorfico che mostra uno slaty cleavage (vedi sopra). Le superfici della foliazione comunemente sono opache.
- Granofels: una roccia di qualunque composizione priva di scistosità, struttura gneissica e lineazione minerale (isotropa).

### Nomi speciali
- Meta-: prefisso utilizzato quando si può identificare il tipo di protolito che ha dato origine alla roccia metamorfica (ad es. metaarenaria, metagabbro, metasedimento ecc.). Usato anche per indicare un gruppo di rocce metamorfiche di determinato chimismo (ad es. metabasiti, metapeliti)
- Orto- e para-: prefissi utilizzati per indicare che la roccia deriva da una roccia ignea (orto-) o da una roccia sedimentaria (para-). Ad es. ortogneiss, paragneiss.
- Scisti verdi e pietre verdi: rocce rispettivamente scistose e non scistose il cui colore verde è dovuto alla presenza di minerali come clorite, attinolite e epidoto.
- Scisti blu: rocce scistose, tipiche del metamorfismo regionale di alta pressione e bassa temperatura, il cui colore blu (in realtà raramente riconoscibile sul campione a mano) è legato alla presenza dell'anfibolo sodico glaucofane.
- Anfibolite: roccia femica composta in modo preponderante da orneblenda (> 40%) e plagioclasio.
- Granulite: roccia metamorfica che mostra la tipica associazione minerale della facies granulitica: minerali femici anidri prevalenti su quelli idrati, muscovite assente. Caratteristica è la presenza dell'ortopirosseno metamorfico sia nelle granuliti felsiche che in quelle femiche. Il termine non va usato per marmi e rocce ultrafemiche in terreni a facies granulitica.
- Charnockite: termine applicato a rocce con tessitura ignea e composizione granitoide contenenti ortopirosseno, senza distinguere se la roccia è ignea o metamorfica.
- Eclogite: roccia del metamorfismo di alto grado, senza plagioclasio, composta principalmente da omfacite e granato.
- Roccia eclogitica: rocce di qualunque composizione contenente minerali diagnostici della facies eclogitica (ad es. granofels a giadeite-cianite-talco).
- Marmo: una roccia metamorfica composta prevalentemente o esclusivamente da calcite e/o dolomite.
- Roccia a silicati di calcio: roccia metamorfica con 0-50% di carbonati e per il resto costituita da silicati di calcio come epidoto, leucite, vesuvianite, diopside-hedembergite, grossularia-andradite, wollastonite, anortite, scapolite, anfibolo calcico.
- Quarzite e metachert: una roccia metamorfica composta da più dell'80% di quarzo. I metachert sono quarziti a grana grossolana, derivate da depositi marini profondi, che contengono silicati di manganese come la piemontite e il granato spessartite.
- Serpentinite: una roccia ultrafemica composta principalmente da minerali del gruppo del serpentino (antigorite, crisotilo, lizardite).
- Cornubianite o hornfels: una roccia non scistosa a grana molto fine, composta da silicati e ossidi, che mostra una sostanziale ricristallizzazione dovuta al metamorfismo di contatto. Le cornubianiti possono conservare strutture ereditate dal protolito, come gradazione granulometrica o stratificazione incrociata di un'originaria roccia sedimentaria, e sono spesso associate a rocce metasomatiche chiamate skarn.
- Migmatite: una roccia ibrida, in parte ignea e in parte metamorfica. Alla scala dell'affioramento consiste di una roccia metamorfica femica mescolata a una roccia felsica sotto forma di bande da planari a piegate e contorte, vene che si intersecano e plaghe irregolari. Spesso non è possibile distinguere le migmatiti dagli gneiss con struttura a bande per differenziazione metamorfica.

### Nomi speciali per le rocce del metamorfismo dinamico
Sono le rocce che hanno subito una fortissima deformazione associata a zone sottoposte a forze di taglio come faglie e piani di scorrimento.
- Milonite: una roccia prodotta dalla riduzione meccanica delle dimensioni dei granuli come risultato di una deformazione duttile, non cataclastica, che sviluppa una foliazione penetrativa a scala fine, spesso associata a lineazioni minerali e di stiramento.
- Ultramilonite: una milonite formata per oltre il 90% da una matrice a grana finissima.
- Blastomilonite: una milonite contenente grandi cristalli o frammenti litici avvolti da fasce a grana fine.
- Cataclasite: una roccia che ha subito cataclasi (frantumazione e successiva ricementazione dei singoli componenti mineralogici senza sviluppo di una foliazione).
- Breccia di faglia: una cataclasite con struttura simile a una breccia formata in una zona di faglia.
- Pseudotachilite: materiale ultra fine con aspetto vitreo, selcioso, che si trova in vene sottili, vene di iniezione o come matrice di pseudo conglomerati o brecce.

### Nomi riferiti alla composizione modale della roccia
I nomi dei maggiori costituenti di una roccia sono in genere inclusi nel nome stesso della roccia. Ad esempio " anfibolite" indica una roccia formata principalmente da anfibolo e plagioclasio, mentre "gneiss" indica una roccia formata prevalentemente da quarzo e feldspati. Per i costituenti non inclusi nel nome della roccia si usano le seguenti regole:
- Se è un costituente maggiore (> 5% in volume) il nome viene messo come prefisso o (in italiano) come suffisso aggettivato del nome radice (ad es. epidoto-anfibolite o anfibolite epidotica);
- Se è un costituente minore (< 5% in volume) il nome inglese è connesso con -bearing, che in italiano viene espresso con "a " seguito dal nome del minerale (ad es. ilmenite-bearing garnet gneiss diventa gneiss granatifero o granato-gneiss a ilmenite).
- Se sono presenti più costituenti maggiori o minori, quelli più vicini al nome radice sono quelli presenti in quantità maggiore (ad es. gneiss muscovitico-granatifero a rutilo e ilmenite contiene più muscovite che granato tra i costituenti maggiori e più rutilo che ilmenite tra i costituenti minori).

### Nomi collegati all'origine del protolito
Quando il protolito della roccia metamorfica è riconoscibile in base alla paragenesi o alla presenza di relitti mineralogici e/o strutturali della roccia di origine o ancora in base ai rapporti con le altre rocce sul terreno, lo IUGS consiglia usare i nomi di quest'ultima preceduti dal prefisso meta-. Ad es. metapelite, metabasite, metagranito, metagrovacca ecc. Come per i criteri visti in precedenza, a questi nomi possono essere aggiunti dei prefissi o degli aggettivi qualificatori (ad es. metagranito leucocratico biotitico-muscovitico).

### Altri nomi storici usati nei testi italiani
- Calcefiro: sinonimo di marmo impuro o roccia a silicati di calcio.
- Calcescisto: nome formazionale di rocce scistose molto diffuse nelle Alpi (nella versione francese diventa schistes lustrées). Sono micascisti e filladi quarzose a contenuto variabile di calcite, derivanti dal metamorfismo a vario grado di calcari argillosi e argille calcaree.
- Oficalce e ofisilice: pseudobrecce metamorfiche, prodotte dalla fratturazione per aumento di volume durante il processo di trasformazione di peridotiti in serpentiniti. I clasti sono cementati da carbonati nelle oficalci e da quarzo nelle ofisilici.
- Prasinite: pietra verde composta in varie proporzioni da albite, clorite, attinolite ed epidoto. A seconda dei minerali prevalenti la foliazione può essere o meno presente. Frequenti le lineazioni e il layering composizionale.
- Scisti cristallini: termine generico usato per tutte le rocce prodotte dal metamorfismo regionale.

### Flow chart per dare un nome alle rocce metamorfiche
La flow chart qui di seguito, adattata alla lingua italiana e al testo di questa voce, mostra la chiave proposta dalla Sottocommisione per la Sistematica delle Rocce Metamorfiche (SCMR) dell'IUGS per attribuire un nome alle rocce metamorfiche.

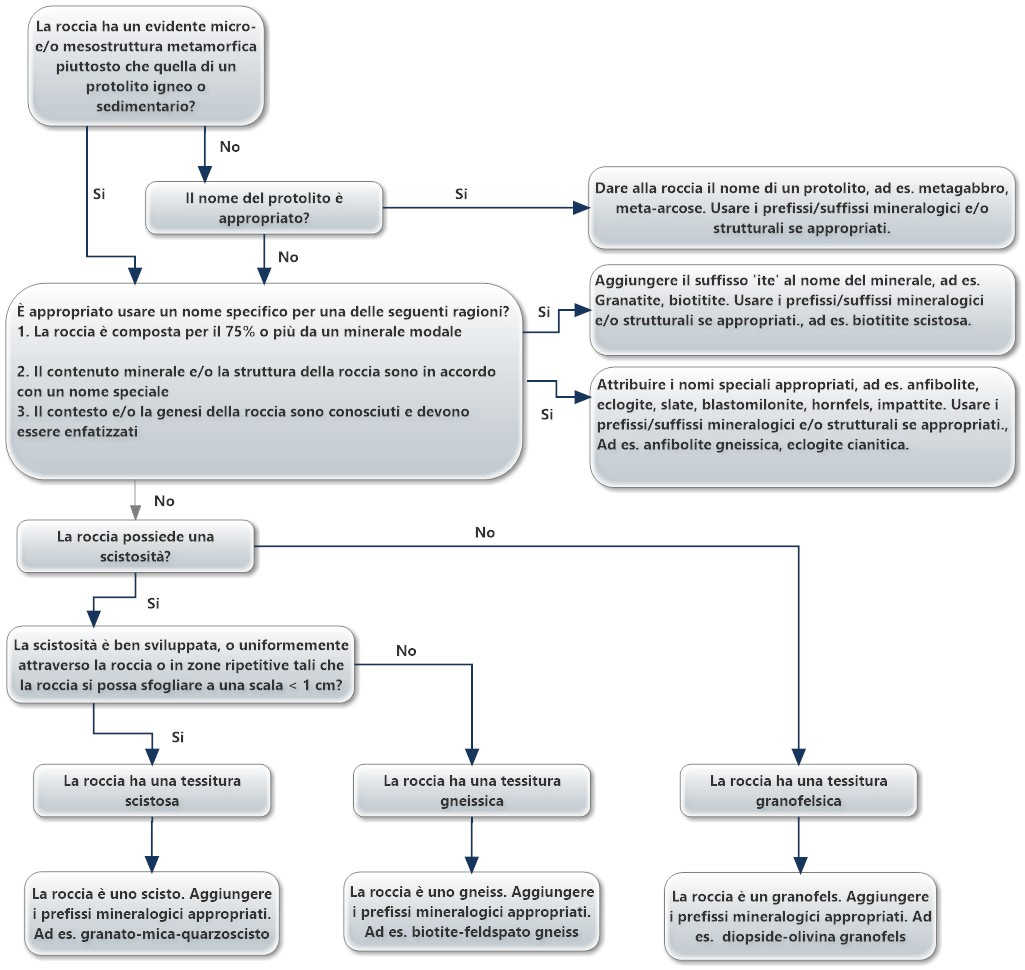
Flow chart per dare un nome alle rocce metamorfiche

## I minerali delle rocce metamorfiche
Nell'elenco che segue sono mostrati in ordine alfabetico tutti i principali minerali delle rocce metamorfiche, con l'abbrevizione usata per il loro nome (da Bucher & Frey, 1994) e la loro formula chimica (da Deer et al., 1997). Alcuni minerali(*) sono componenti di soluzioni solide ma possono anche comparire in forma pura. I minerali delle argille sono in corsivo.
| Nome             | Abbreviazione | Formula                                                 |
| ---------------- | ------------- | ------------------------------------------------------- |
| Actinolite       | Act           | Ca2(Mg,Fe3+)5(Si8O22)(OH,F)2                            |
| Albite*          | Ab            | NaAlSi3O8                                               |
| Almandino*       | Alm           | Fe32+Al2Si3O12                                          |
| Alluminosilicato | Als           | polimorfi di Al2SiO5                                    |
| Anfibolo         | Am            | silicati idrati complessi                               |
| Analcime         | Anl           | NaAlSi2O6•H2O                                           |
| Andalusite       | And           | Al2SiO5                                                 |
| Andradite*       | Adr           | Ca3(Fe3+,Ti) 2Si3O12                                    |
| Ankerite         | Ank           | Ca(Mg,Fe2+,Mn)(CO3)2                                    |
| Annite*          | Ann           | K2Fe62+Si6Al2O20(OH)4                                   |
| Anortite*        | An            | CaAl2Si2O8                                              |
| Antofillite      | Ath           | (Mg,Fe2+)7Si8O22(OH,F)2                                 |
| Antigorite       | Atg           | Mg3Si2O5 (OH)4                                          |
| Aragonite        | Arg           | CaCO3                                                   |
| Biotite          | Bt            | K2(Fe2+,Mg)6–4(Fe3+,Al,Ti)0–2 (Si6–5Al2–3O20(OH,F)4     |
| Brucite          | Brc           | Mg(OH)2                                                 |
| Calcite          | Cal           | CaCO3                                                   |
| Carfolite        | Car           | (Mn,Mg,Fe2+)(Al,Fe3+)2Si2O6 (OH)4                       |
| Clorite          | Chl           | Mg,Fe2+,Fe3+,Mn,Al)12(Si,Al)8O20(OH)16                  |
| Cloritoide       | Cld           | (Fe2+,Mg,Mn)2(Al,Fe3+)(OH)4Al3O2(SiO4)2                 |
| Crisotilo        | Ctl           | Mg 3Si2O5(OH)4                                          |
| Cianite          | Ky            | Al2SiO5                                                 |
| Clinoptilolite   | Clp           | (Na,K)6(Al6Si30O72)•24H2O                               |
| Clinopirosseno   | Cpx           | (Ca,Mg,Mn,Fe2+,Fe3+,Ti,Al) 2(Si,Al)2O6                  |
| Coesite          | Cs            | SiO2                                                    |
| Cordierite       | Crd           | (Mg,Fe)2Si5Al4O18•H2O                                   |
| Corindone        | Crn           | Al2O3                                                   |
| Diopside*        | Di            | CaMgSi2O6                                               |
| Dolomite         | Dol           | CaMg(CO3)2                                              |
| Ematite*         | Hem           | Fe2O3                                                   |
| Epidoto          | Ep            | Ca2Fe3+Al2O(SiO4)(Si2O7)(OH)                            |
| Fayalite*        | Fa            | Fe2SiO4                                                 |
| Fengite          | Phe           | K2(Al,Mg,Fe)4Si6–7Al2–1O20(OH,F)4                       |
| Flogopite*       | Phl           | K2Mg6Si6Al2O20(OH)4                                     |
| Forsterite*      | Fo            | Mg2SiO4                                                 |
| Giadeite*        | Jd            | NaAlSi2O6                                               |
| Glaucofane       | Gln           | Na2(Mg,Fe2+)3(Al,Fe3+)2Si8O22(OH)2                      |
| Grafite          | Gr            | C                                                       |
| Granato          | Grt           | vedi componenti puri Alm, Adr, Grs, Prp, Sps            |
| Grossularia*     | Grs           | Ca3Al2Si3O12                                            |
| Hedenbergite*    | Hd            | CaFeSi2O6                                               |
| Heulandite       | Hul           | (Ca,Na2,K2) 4(Al8Si28O72)•24H2O                         |
| Illite           | Ill           | K1.5–1.0Al4(Si6.5–7.0Al1.5–1.0O20)(OH)4                 |
| Ilmenite*        | Ilm           | FeTiO3                                                  |
| Kaolinite        | Kln           | Al4 (Si4O10)(OH)8                                       |
| K-feldspato*     | Kfs           | KAlSi3O8                                                |
| Laumontite       | Lmt           | Ca4Al8Si16O48•H2O                                       |
| Lawsonite        | Lws           | CaAl2Si2O7(OH)2•H2O                                     |
| Magnesite        | Mgs           | MgCO3                                                   |
| Magnetite*       | Mag           | Fe3O4                                                   |
| Monticellite     | Mtc           | Ca(Mg,Fe)SiO4                                           |
| Montmorillonite  | Mnt           | (1/2Ca,Na)0.7(Al,Mg,Fe)4(Si,Al)8O20(OH)4•nH2O           |
| Muscovite*       | Ms            | K2Al4(Si,Al)8O20(OH,F)4                                 |
| Olivina          | Ol            | (Mg,Fe)2SiO4                                            |
| Omfacite         | Omp           | (Ca,Na)(Mg,Fe2+,Fe3+,Al)Si2O6                           |
| Orneblenda       | Hbl           | (Na,K) 0–1Ca2(Mg,Fe2+,Fe3+,Al)5Si6–7.5Al2–0.5O22(OH)2   |
| Ortopirosseno    | Opx           | (Mg,Fe)SiO3                                             |
| Paragonite*      | Pg            | Na2Al4(Si6Al2O20)(OH)4                                  |
| Periclasio       | Per           | MgO                                                     |
| Plagioclasio     | Pl            | (Ca,Na)Al2–1Si2–3O8                                     |
| Prehnite         | Prh           | Ca2Al(AlSi3O10)(OH)2                                    |
| Pumpellyite      | Pmp           | Ca4(Mg,Fe2+,Mn)(Al,Fe3+,Ti)5O(OH)3 (Si2O7)2(SiO4)2•2H2O |
| Pirite           | Py            | FeS2                                                    |
| Piropo*          | Prp           | Mg3Al2Si3O12                                            |
| Pirofillite      | Prl           | Al4Si8O20(OH)4                                          |
| Pirrotite        | Po            | Fe1–xS dove x = 0–0.125                                 |
| Quarzo           | Qtz           | SiO2                                                    |
| Rutilo           | Rt            | TiO2                                                    |
| Saffirina        | Spr           | (Mg,Fe2+,Fe3+,Al)8O22(Al,Si)6O18                        |
| Scapolite        | Scp           | (K,Na,Ca)4Al4(Al,Si)3Si6O24(Cl,CO3,SO4)                 |
| Serpentino       | Srp           | Mg3Si2O5(OH)4                                           |
| Siderite         | Sd            | FeCO3                                                   |
| Sillimanite      | Sil           | Al2SiO5                                                 |
| Spessartina*     | Sps           | Mn3Al2Si3O12                                            |
| Spinello*        | Spl           | MgAl2O4                                                 |
| Staurolite       | St            | (Fe2+,Mn,Zn)2(Al,Fe3+,Ti)9O6[(Si,Al)O4]4(O,OH)2         |
| Stilpnomelano    | Stp           | (K,Na,Ca) 0.6(Mg,Fe2+,Fe3+)6Si8Al(O,OH)27•2–4H2O        |
| Talco            | Tlc           | Mg6Si8O20(OH)4                                          |
| Titanite (sfene) | Ttn           | CaTiSiO5                                                |
| Tormalina        | Tur           | silicato di boro complesso                              |
| Tremolite*       | Tr            | Ca2Mg5Si8O22(OH,F)2                                     |
| Vesuvianite      | Ves           | Ca19(Al,Fe)10(Mg,Fe)3(Si2O7)4(SiO4)10(O,OH,F)10         |
| Wairakite        | Wa            | CaAlSi2O6•H2O                                           |
| Wollastonite     | Wo            | CaSiO3                                                  |
| Zoisite*         | Zo            | Ca2Al2O•AlOH(Si2O7)(SiO4)                               |